# Flüelen
Flüelen és un municipi del cantó d'Uri (Suïssa).